# 弓背鬚鰍
弓背鬚鰍（學名：Barbatula gibba）為輻鰭魚綱鯉形目條鰍科鬚鰍屬的其中一種。分布於中國內蒙古自治區達里諾爾湖流域，為特有種，體長可達7.6公分，棲息在湖泊底層水域，生活習性不明。

## 扩展阅读
維基物種上的相關：弓背鬚鰍